# Soufflet (ornement)
Pour les articles homonymes, voir Soufflet.

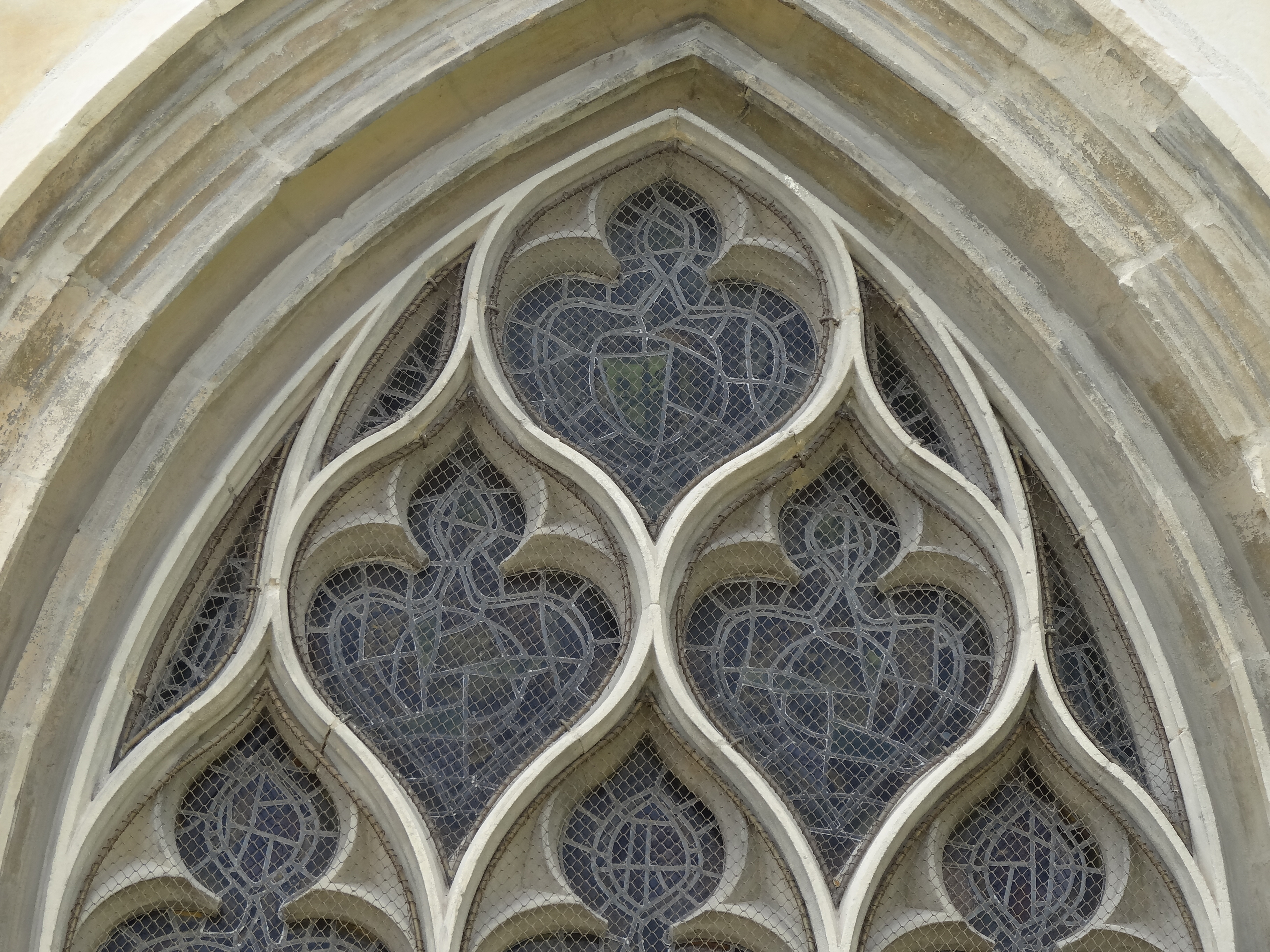
Trois soufflets au-dessus de trois lancettes trilobées dont on voit les parties supérieures.

Positionnement schématique du soufflet et des mouchettes dans un élément de rosace (rosace occidentale de la primatiale Saint-Jean de Lyon, dite de l'Agneau).

Le soufflet est un motif décoratif utilisé en architecture du XIVe au XVIe siècle en ajour dans le réseau des fenêtres et dans les balustrades, et aussi en bas-relief sur les boiseries et sur les murs extérieurs. C'est une figure aux contours symétriques contrairement à la mouchette à laquelle il est souvent associé.

## Définition
Le soufflet est un motif géométrique à la forme « en ellipse aiguë, redentée à l'intrados et droite » qui apparaît dans la décoration des baies gothiques au XIVe siècle. Il a les mêmes caractéristiques que la mouchette à cela près que les courbes de cette dernière sont asymétriques, semblant tordues comme celles d'une flamme.
Il est formé de courbes et contre-courbes qui se rejoignent en fer de lance d'un côté d'une figure, l'autre extrémité étant plus arrondie, ou des deux côtés. À l'intérieur de ce schéma, deux redents relient deux motifs de taille différente aux formes curvilignes et aux arrondis plus ou moins affirmés qui se font face.
L'ensemble formé par les assemblages de soufflets, de mouchettes et d'autres éléments est structuré par le remplage et forme généralement, soit la partie haute d'une verrière en lancette, dite réseau, soit une rosace.

## Historique
Le soufflet apparaît d'abord au tout début du XIVe siècle entre 1300 et 1310 en même temps que les mouchettes dans les baies du gothique curvilinéaire anglais où ils prolifèrent après 1320. Par exemple ils figurent dans des fenêtres de la Lady Chapel de la cathédrale de Saint Albans datées de 1308 ou un peu plus. En France on l'aperçoit plus tardivement,, à l'époque du gothique flamboyant, majoritairement dans le réseau, c'est-à-dire la partie supérieure du remplage des fenêtres à vitrail et dans les rosaces.

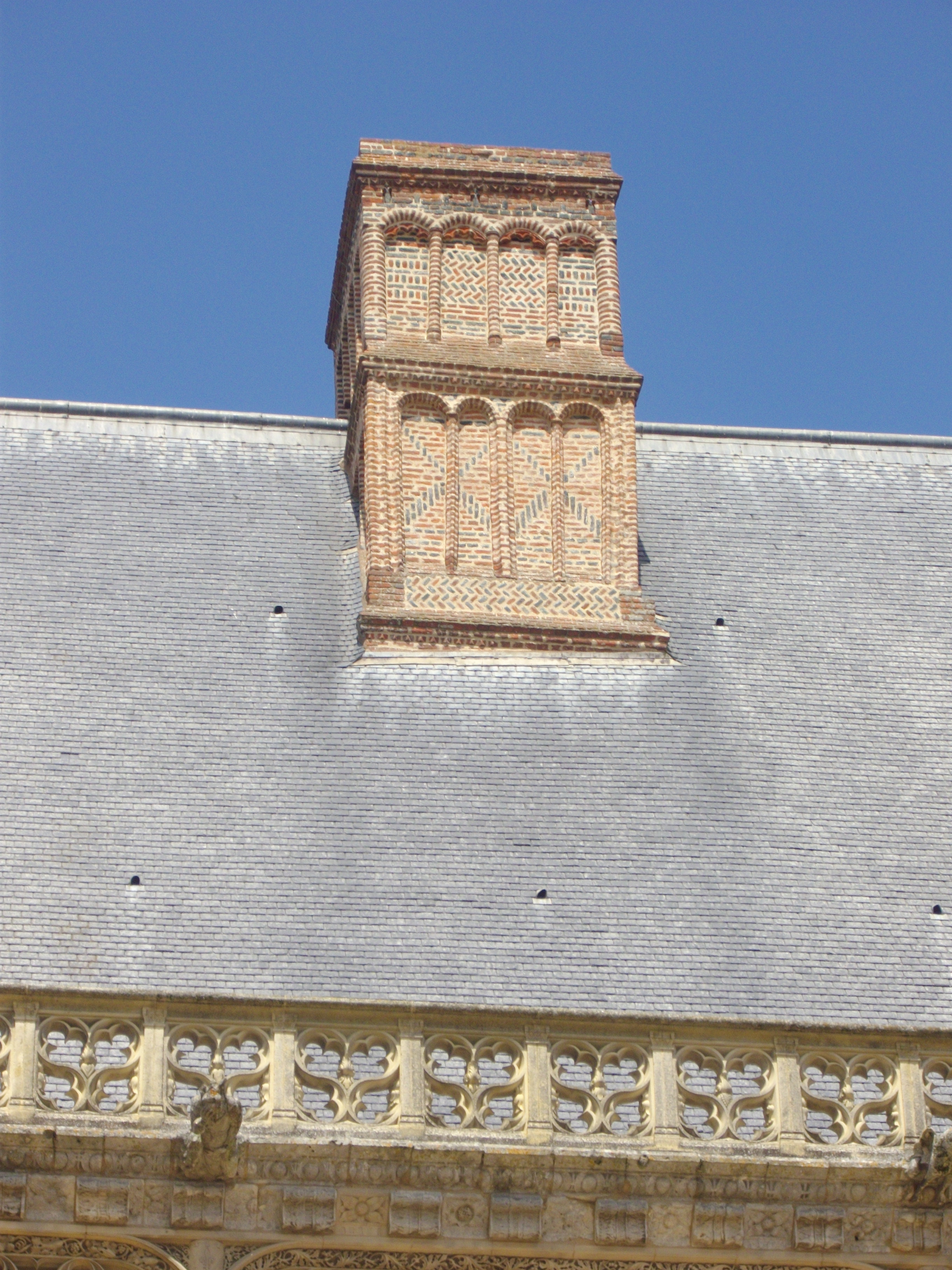
Soufflets tête-bêche quatre par quatre et inclinés, balustrade début XVIe siècle.
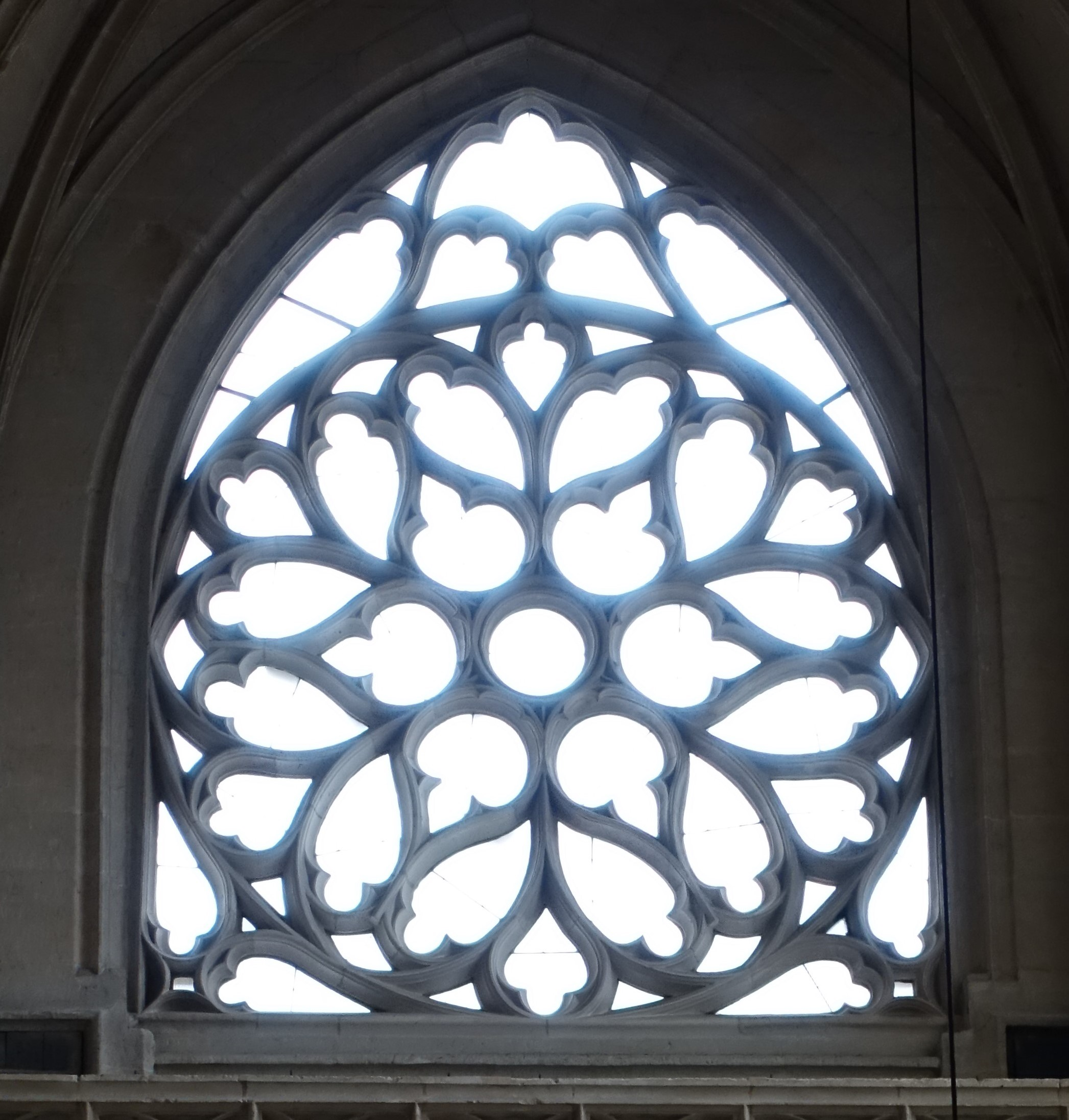
Douze soufflets pour douze mouchettes dans cette rose du XVIe siècle.
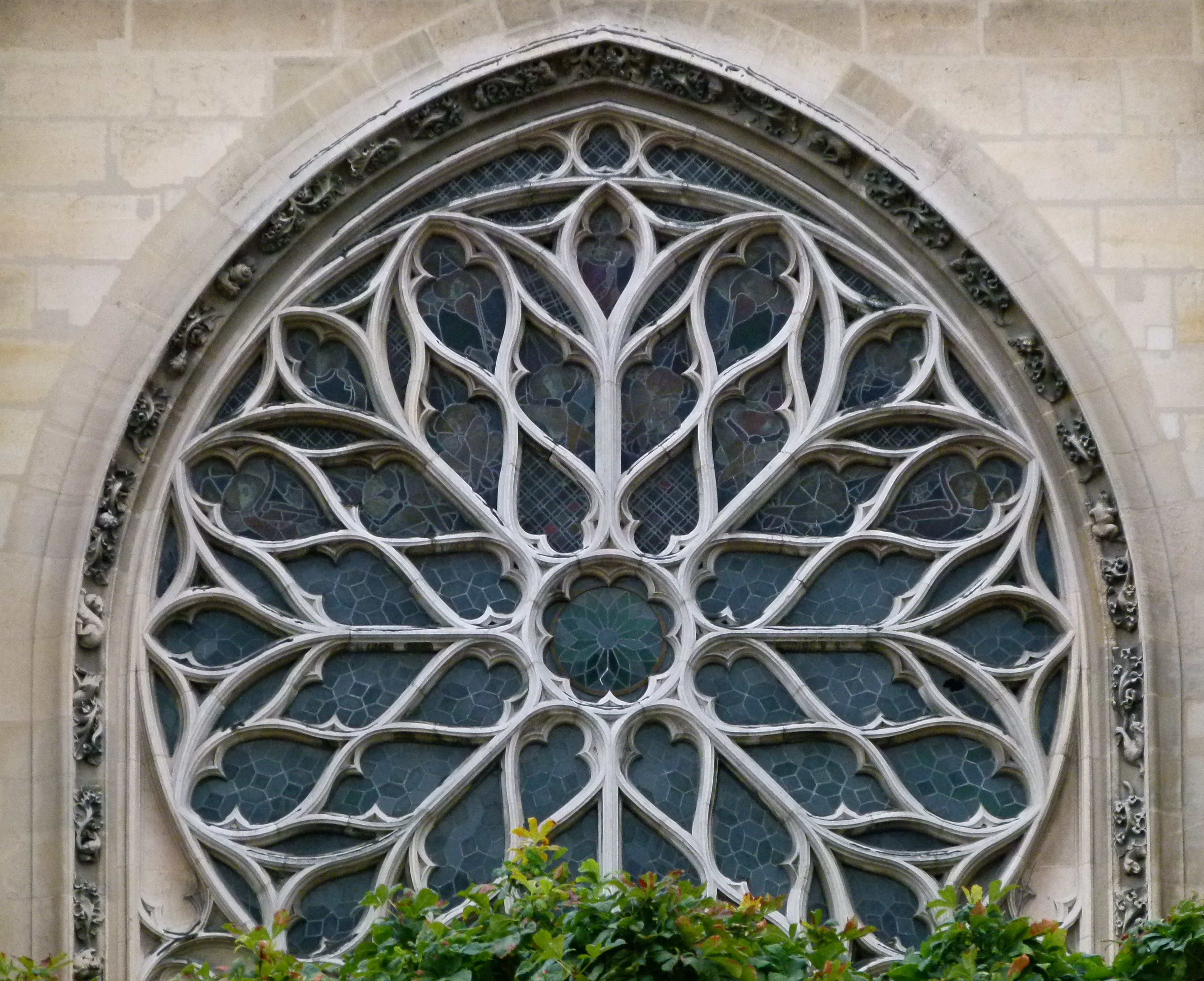
Trois rangées de soufflets disposés tête-bêche.
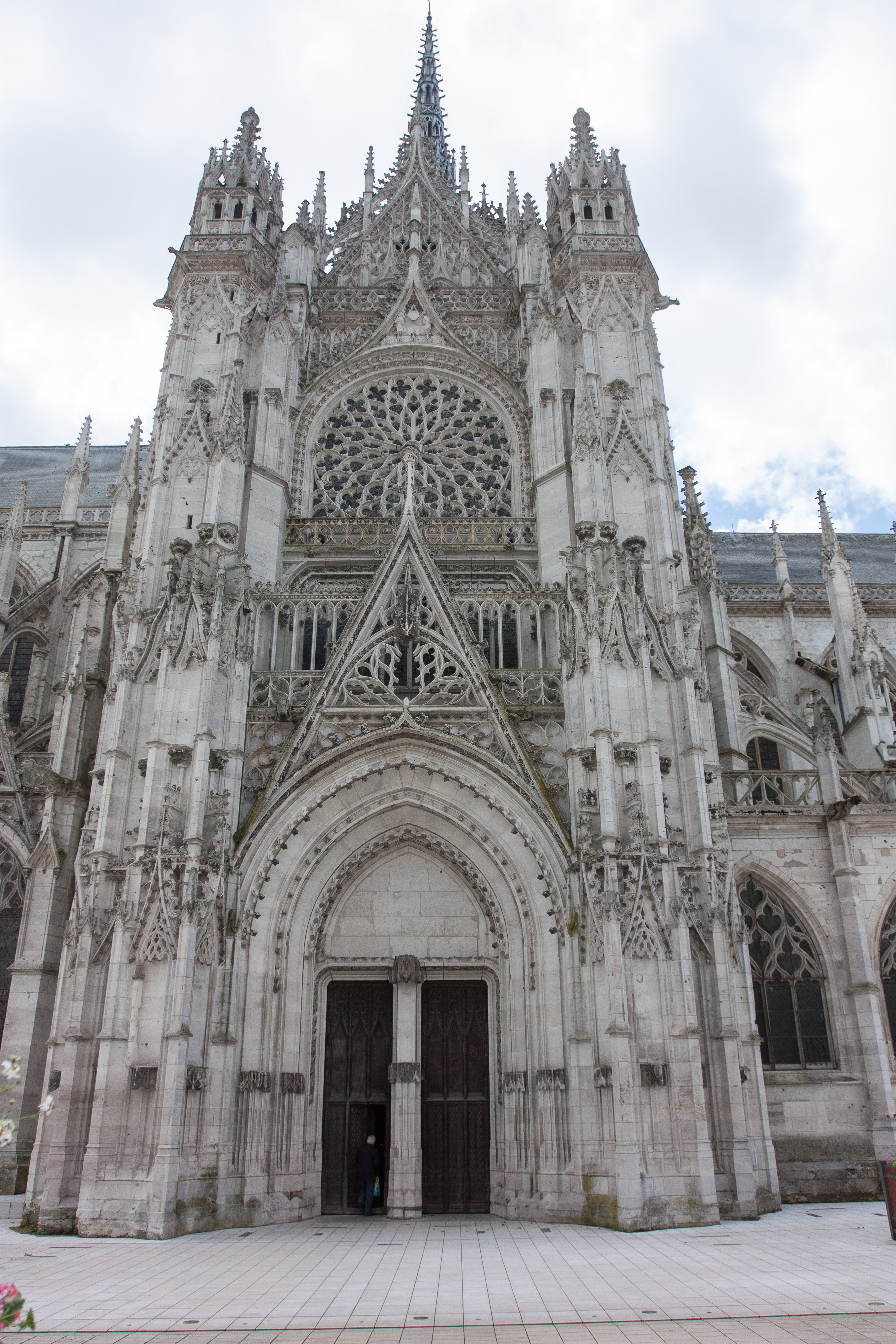
Nombreux soufflets dans la rose, les fenêtres, le gable du portail et en arcatures plaquées sur les murs, XVIe siècle.

## Emploi
On le trouve également en motif ajouré dans des tympans de portails et de fenêtres, dans des balustrades, par exemple de  triforium comme celle du transept de la cathédrale de Nantes ou sculpté en bas-relief comme dans le bas-côté nord du XVIe siècle de la cathédrale Notre-Dame d'Évreux où il figure aussi en solo dans la balustrade de la galerie au-dessus des fenêtres. On le remarque dans un des arcs-boutants de la cathédrale d'Amiens, peut-être rajouté lors d'une restauration du XIXe siècle. 
Associé à des mouchettes et à d'autres figures géométriques diverses, on le voit aussi seul sans autre motif que celui du sommet de lancettes trilobées ou deux à deux tête-bêche dans des balustrades.